# Nonfiction!!/Starlight Prologue
《Nonfiction!!/Starlight Prologue》（日语：ノンフィクション!!/Starlight Prologue）是Liella!的單曲，2021年10月20日由Lantis發行。另外此單曲共分成兩種版本，分別對應動畫的「第10話」和「第12話」。

## 概要
本單曲為電視動畫《Love Live! Superstar!!》第1期的插入曲第3彈，其中《Nonfiction!!》（ノンフィクション!!）為動畫第1期第10話插曲，同時為帶有RAP曲風的單曲，並以平安名菫（Payton尚未）為C位，《Starlight Prologue》則為動畫第1期第12話插曲，同時也是動畫劇情中東京大會代表決賽的歌曲。另外兩版光碟各自有兩首不同C/W單曲，分別為《Day1》和《Dream Rainbow》。
初回生産特典包括Liella!的首場演唱會《Love Live! Superstar!! Liella! First LoveLive! Tour ～Starlines～》愛知跟千葉公演的先行抽選申請劵（兩個版本都有）及夾克貼紙（兩個版本的貼紙圖案各不同）

## 收錄曲目
括號內的中文翻譯純僅供參考用，並非官方正式翻譯。
第6話光碟
CD
1.  （Nonfiction!!）
  - 作詞：宮嶋淳子；RAP詞：；作曲：、田中隼人；編曲：田中隼人；演唱：Liella!

2. Starlight Prologue
  - 作詞：宮嶋淳子；作曲：小幡康裕；編曲：山下洋介；弦編曲：；演唱：Liella!

3. Day1
  - 作詞：KEN THE 390；作曲：、KEN THE 390；編曲：；演唱：Liella!

4.  (Off Vocal)
5. Starlight Prologue (Off Vocal)
6. Day1 (Off Vocal)

第8話光碟
CD
1.  （Nonfiction!!）
  - 作詞：宮嶋淳子；RAP詞：；作曲：、田中隼人；編曲：田中隼人；演唱：Liella!

2. Starlight Prologue
  - 作詞：宮嶋淳子；作曲：小幡康裕；編曲：山下洋介；弦編曲：；演唱：Liella!

3. Dream Rainbow
  - 作詞：宮嶋淳子；作曲：山口朗彦；編曲：山下洋介；演唱：Liella!

4.  (Off Vocal)
5. Starlight Prologue (Off Vocal)
6. Dream Rainbow (Off Vocal)